# Lương Cương
Lương Cương (chữ Hán: 梁綱; bính âm: Liang Gang; ?-197) là một viên bộ tướng phục vụ dưới trướng của lãnh chúa Viên Thuật trong thời kỳ Tam Quốc của lịch sử Trung Quốc.

## Tiểu sử
Khi Viên Thuật đã có ngọc tỷ truyền quốc và binh đông lương nhiều liên xưng đế bất chấp sự can ngăn của Diêm Tượng, Viên Thuật muốn kết minh với Lã Bố nhưng đã bị mất mặt vì ông này liền sai Trương Huân thống lãnh bảy đạo quân đánh Lã Bố. Và sau đó Viên Thuật dẫn quan theo hỗ trợ, Lương Cương cùng với Lý Phong và Nhạc Tựu theo Viên Thuật đi đánh Lã Bố. Sau đó Lã Bố chiêu hàng Dương Phụng và Hàn Tiêm khiến quân Viên Thuật rối loạn, Trương Huân đại bại. Viên Thuật cũng phải rút lui.
Năm 197, khi thế lực của Viên Thuật suy vi, Tào Tháo dẫn binh tấn công Viên Thuật. Viên Thuật lúc này đã di chuyển sang Hoài Nam đem theo nhiều vàng bạc châu báu và giao Thọ Xuân cho các tướng Kiều Nhuy, Lý Phong, Trần Kỷ, Nhạc Tựu và Lương Cương canh giữ. Quan Tào tấn công mãnh liệt, Thọ Xuân thất thủ, Lương Cương cùng các tướng thủ thành bị Tào Tháo bắt và xử tử.